# Adolf Merckle
Adolf Merckle (18 de março de 1934 — 5 de janeiro de 2009) foi um empresário e investidor, e uma das pessoas mais ricas da Alemanha.
Adolf Merckle nasceu em Dresden, Alemanha, numa família rica — grande parte de sua fortuna ele obteve por herança. Ele desenvolveu a indústria química de seu avô e a transformou numa das maiores indústrias farmacêuticas da Alemanha, a Phoenix Pharmahandel. Sua família também era detentora do fabricante de medicamentos genéricos Ratiopharm, e grande parte da companhia de cimento HeidelbergCement, e ainda da fabricante de automóveis Kässbohrer.
Adolf Merckle teve formação em Direito mas trabalhou a maior parte da vida como investidor. Ele viveu na Alemanha com sua esposa e seus quatro filhos.

## Morte
Adolf Merckle fez um investimento especulativo baseado na sua crença de que o preço das ações da Volkswagen iria cair quando, em outubro de 2008, ações da Volkswagen, por meio da Porsche, foram de €210,85 para mais de €900 em menos de dois dias na DAX, resultando em grandes perdas para Merckle. Em 2007 sua fortuna havia sido estimada em US$ 12,8 bilhões (Forbes), e em dezembro de 2008 era de US$ 9,2 bilhões — uma perda de mais de 28%.
No dia 4 de janeiro de 2009, Adolf Merckle saiu de casa à noite e não voltou, segundo sua família. Às 19:00 do dia 5 de janeiro, um funcionário da companhia de trens alemã encontrou um corpo nos trilhos na cidade de Blaubeuren (uma cidade próxima à cidade onde Merckle morava) e notificou a polícia — Adolf Merckle havia cometido suicídio jogando-se na frente de um trem.